# Invasión cambro-normanda de Irlanda
La conquista cambro-normanda de Irlanda consistió en una serie de campañas militares iniciadas el 1 de mayo de 1169 por Dermot MacMurrough, uno de los reyes de la provincia irlandesa de Leinster, que se vio forzado al exilio cuando otros reyes de la isla se alzaron contra él. Consistió en una extensión de la conquista de Gales, llevada a cabo por los señores cambro-normandos que actuaban con mayor o menor independencia de la corona. Finalmente, fue parcialmente consolidada por Enrique II de Inglaterra el 18 de octubre de 1171, y condujo finalmente al dominio inglés de la isla. Su consecuencia inmediata fue el final de la Irlanda gaélica y la de la jerarquía irlandesa de «Reyes Supremos». Desde este momento, la isla se convirtió en el señorío de Irlanda, estado nominativo que duró hasta 1542.

## Antecedentes

### Bula Papal
El primer papa inglés Adriano IV, en uno de su primeros actos en 1155, promulgó una bula papal concediendo a Enrique autoridad para invadir Irlanda a modo de contención de abusos y corrupción eclesiástica. De todos modos, se hizo poco uso contemporáneo de la bula Laudabiliter debido a que su texto obligaba a hacer cumplir la soberanía papal no solo sobre la isla de Irlanda, sino en todas las islas de la costa europea, incluyendo a Inglaterra, en virtud de la Donación de Constantino.
El texto dice lo siguiente:

No hay de hecho duda, como su alteza también reconocerá, que Irlanda y el resto de las islas que Cristo el sol misericordioso iluminó, y las cuales han recibido las doctrinas de la fe cristiana, pertenecen a la jurisdicción de San Pedro y de la santa Iglesia romana.

Las referencias a la bula Laudabiliter se hacen más frecuentes en el posterior período Tudor, cuando las investigaciones de los eruditos humanistas del Renacimiento muestran duda sobre la veracidad de la Donación de Constantino.

### Situación de la Irlanda Celta de 1166
Después de perder la protección de Muirchertach MacLochlainn, jefe del condado de Tyrone y «Rey Supremo» de Irlanda, Dermot MacMurrough, que era rey de Leinster, se vio forzado al exilio por una confederación de irlandeses bajo el mando del nuevo Rey Supremo, Ruaidrí Ua Conchobair, al cual sus consejeros no recomendaron asesinarlo, sino desterrarlo. El antagonismo contra McMurrough comenzó cuando siendo el señor de Dublín, arrendó una flota a Enrique II para su campaña de Gales en 1165, por lo que al año siguiente, cuando otros reyes de la isla tuvieron conocimiento de esto, lo hostigaron hasta expulsarlo de su reino.
Por su parte, MacMurrough navegó primero hacia Bristol, donde se refugió durante un tiempo, y después partió hacia Normandía. Una vez allí, llegó a solicitar la ayuda de Enrique II con la excusa de los últimos contratiempos acaecidos en Irlanda y la situación de los distintos clanes, a fin de recuperar su reino. En 1167 obtuvo los servicios del caballero cambro-normando Maurice FitzGerald y posteriormente persuadió a Rhys ap Gruffydd, príncipe de la provincia galesa de Deheubarth, para que liberase de su cautiverio al medio hermano de FitzGerald, Robert FitzStephen a fin de que también pudiese formar parte de la expedición. Con mayor importancia, obtuvo el apoyo del duque de Pembroke, Richard FitzGilbert de Clare, popularmente conocido como «Strongbow», al cual le prometió derechos de sucesión al trono y tierras, así como la mano de su hija Aoife en matrimonio a cambio de su ayuda.

## Campaña cambro-normanda de Irlanda

### Primera expedición, 1167
El primer caballero normando que llegó a la isla fue Richard FitzGodbert de Roche en 1167. Esta expedición logró restaurar a Diarmuid como rey de Leinster, a pesar de haber sufrido una derrota en una escaramuza en las cercanías de Ceann Losnadha, contra las fuerzas del rey irlandés Ruaidrí Ua Conchobair y su aliado Tigernán Ua Ruairc, rey de Breifne. Tras haber perdido 25 de sus guerreros y varios mercenarios galeses en la batalla, Diarmuid logró llegar a un acuerdo con Ruaidrí, el cual lo permitió retornar a tomar su reino. Sin embargo, los cambro-normandos continuaron invadiendo, lo que le permitió a Diarmuid dotarse de la oportunidad de aliarse con ellos, hecho que le permitió usar sus servicios y expandir su poder en la isla para poder atacar a sus contrincantes. Entre 1168 y 1171 los cambro-normandos no solo habían reconquistado toda la provincia de Leinster, con Macmurrough, incluyendo a Dublín, sino que también habían invadido la provincia vecina de Meath y acosado al reino de Breifne, de Tiernan O'Rourke.

### Desembarco del ejército invasor
En 1169 la segunda ola de fuerzas normandas, galesas y flamencas llegó al puerto de Wexford, bajo el mando de Robert FitzStephen. A estos se les unió otro contingente el día siguiente, bajo el mando de Maurice de Prendergast. En total contaban con treinta caballeros normandos, sesenta soldados con armadura, 300 soldados rasos y una división de entre 300 o 400 arqueros galeses. Por último, se les unieron 500 de los guerreros irlandeses de Leinster, bajo el mando de Diarmuid mac Murchadha. Lo primero que hicieron fue atacar al puerto de Wexford y tomarlo tras un breve asedio; la población de ese lugar estaba compuesta por colonos de origen escandinavo. Después, una remesa de colonos escandinavos tomó también el puerto de Waterford. Al completar estos dos pasos, atacaron el Reino de Osraige y lograron conquistarlo tras breve resistencia. Gerald de Barri, historiador cambro-normando, cuenta que, los irlandeses de Osraige casi expulsaron exitosamente a los invasores de su territorio mediante el uso de tácticas de guerrilla, pero que se descuidaron y subestimaron al contrincante en una batalla en campo abierto, siendo finalmente derrotados. Una vez hubo Diarmuid sometido a Osraige, llevó a su ejército mixto a Leinster, su tierra, para someter a todos los que aún se le oponían. Durante las contiendas asolaron muchas tierras en la provincia y fortalecieron su control sobre el reino. En un corto período se recuperó Leinster, mientras que Waterford y Dublín se encontraban bajo el control de Diarmuid. Strongbow se casó con la hija de Diarmuid, Eva la Roja, la cual fue nombrada heredera del reino de Leinster. Este último desenlace ocasionó la consternación de Enrique II, el cual temía que se estableciese un estado rival.

### Pacificación de la isla y fin de la invasión
Enrique desembarcó con una enorme flota en Waterford en 1171, convirtiéndose en el primer rey de Inglaterra en poner los pies en suelo irlandés. Tanto Waterford como Dublín fueron proclamadas ciudades reales. El sucesor del papa Adriano, Alejandro III, ratificó la concesión de las tierras irlandesas a Enrique en 1172. El 14 de octubre de ese mismo año, el rey desembarcó en Waterford con cuatrocientos caballeros, entre los que se encontraba Hugo de Lacy. Enrique concedió sus territorios irlandeses a su hijo más joven, Juan, con el título Dominus Hiberniae (señor de Irlanda). Cuando Juan inesperadamente tuvo más éxito que su hermano al proclamarse rey, el reino de Irlanda pasó directamente a situarse bajo el control de la Corona inglesa.
Enrique fue clamorosamente reconocido por la mayoría de los reyes irlandeses, los cuales vieron en él la oportunidad de manejar la expansión tanto de Leinster como de los hiberno-normandos. Esto condujo a la ratificación del Tratado de Windsor en 1175 entre Enrique y Ruaidrí. Sin embargo, con Diarmuid y Strongbow muertos (en 1171 y 1176 respectivamente), y con Enrique de vuelta a Inglaterra y Ruaidrí incapaz de manejar a sus vasallos nominales, durante dos años este tratado no valió ni la vitela sobre la que estaba escrito. John de Courcy invadió y se apoderó de buena parte del este del Úlster en 1177, Raymond le Gros ya había capturado Limerick y buena parte del norte de Munster, mientras que las otras familias normandas como los Prendergast, los FitzStephen, los FitzGerald, los Fitz Henry y la familia le Poer se adueñaron de territorios que gobernaron de manera casi independiente.

## Gallóglaigh
La importación de los mercenarios gallowglass en Irlanda fue un factor principal en la contención de la invasión cambro-normanda del siglo XII, ya que su llegada robusteció la resistencia de los nobles irlandeses. Los gallowglass o «Gall Óglaigh» (jóvenes guerreros extranjeros) eran mercenarios, normalmente de origen escocés, que portaban hachas para el combate y vestían cotas de malla y cascos. Estas tradiciones bélicas las adquirieron durante la era vikinga de los colonos noruegos que se asentaron en las islas Hébridas y crearon una cultura mixta hiberno-nórdica. Durante toda la Edad Media, tanto los nobles irlandeses gaélicos como los hiberno-normandos mantuvieron tropas gallowglass. Incluso el lord diputado de Irlanda inglés mantenía a menudo una compañía de ellos a su servicio.

## Personajes que colaboraron con Mac Murchadha durante la invasión de 1169
Existe una larga lista de personas que de algún u otro modo colaboraron con la invasión. Destacan los siguientes:
- Maurice de Prendergast
- Robert Barr
- Meiler Meilerine
- Maurice FitzGerald
- Redmond, sobrino de FitzStephen
- William Ferrand
- Miles de Cogan
- Gualter de Ridensford
- Gualter y Alexander, hijos de Maurice FitzGerald
- William Notte
- Robert FitzBernard
- Hugh de Lacy
- William FitzAldelm
- William Macarell
- Hemphrey Bohun
- Hugh De Gundevill
- Philip de Hasting
- Hugh Tirell
- David Walsh
- Robert Poer (primer Le Poer en Irlanda)
- Osbert de Herloter
- William de Bendenges
- Adam de Gernez
- Philip de Breos
- Griffin, sobrino de FitzStephen
- Raulfe FitzStephen
- Walter de Barry
- Philip Walsh
- Adam de Hereford
- Tommy De Downes